# مصرع المتنبي (مسلسل)
مصرع المتنبي،، هو مسلسل قطري مصري تاريخي، يروي قصة حياة الشاعر أبو الطيب المتنبي، منذ ولادته إلى وفاته مقتولا.

## ملخص القصة
يتطرق العمل لنشأة المتنبي، وتعليمه، وعلاقته مع سيف الدولة الحمداني، وكافور الإخشيدي. قام بدور البطولة الممثل عبد الله غيث.